# Mont Kaba (Ibaraki)
Le mont Kaba (加波山, Kaba-san) est une montagne culminant à 709 m d'altitude dans la préfecture d'Ibaraki au Japon.

## Géographie
Le mont Kaba, dans la partie nord-ouest du parc quasi national de Suigō-Tsukuba, se trouve dans la partie méridionale de la préfecture d'Ibaraki, à la limite des villes de Sakuragawa et Ishioka, et au nord du mont Tsukuba.
La colline fait partie des monts Tsukuba (筑波山地), qui comptent entre autres Maruyama (丸山) de Sakuragawa, Ontakesan (御嶽山), Amabikiyama (雨引山), Enzan (燕山), Kabasan (加波山), Maruyama (丸山) de Sakuragawa et Ishioka, Ashiozan (足尾山), Kinokayama (きのこ山), Bentensan (弁天山) Tukubasan (筑波山), Hōkyōsan (宝篋山).
La montagne est composée de granite.

## Activités
Il y a des carrières de pierre dans le centre de la partie occidentale de Kabasan, ville de Sakuragawa (vieille ville de Makabe). Le mont est nationalement connu comme un centre de sculptures en pierre.
Le haiden du sanctuaire de Kaba se trouve au sommet de la colline.